# 999 (gruppo musicale)
I 999 sono un gruppo musicale punk britannico formatosi a Londra nel dicembre 1976 e ancora in attività. Tra il 1978 e il 1981 ha piazzato cinque singoli discografici nella classifica Top 75 britannica, ma solo uno di questi è entrato nella Top 40. Inoltre il terzo e il quarto album del quartetto si sono piazzati nelle classifiche statunitensi. I 999 appartengono anche alla schiera degli one-hit wonder avendo piazzato un solo singolo nella UK Top 40, come moltissimi altri gruppi punk britannici, tra cui The Banned, John Cooper Clarke, The Flying Lizards, Jilted John, Radio Stars, The Rich Kids e The Vibrators.

## Storia del gruppo

### Gli inizi e il successo (1976 - 1985)
Il gruppo che poi sarebbe diventato 999 nacque da un'idea di Guy Days (alias Gene Carsons) e Nick Cash (alias Keith Lucas), già amici dai tempi della scuola. Inizialmente Nick Cash suonava la chitarra in un gruppo pub rock, i Kilburn and the High Roads, insieme al cantante e fondatore del gruppo Ian Dury. Days, invece, era un session man che aveva partecipato alla registrazione di alcuni demo del gruppo di Ian Dury.
Nel tardo 1976 pubblicarono un annuncio sul settimanale musicale Melody Maker per cercare componenti per il gruppo, tra gli altri si presentarono Chrissie Hynde, Jon Moss e Tony James, noti per aver fatto parte in seguito di The Pretenders, Culture Club e Generation X. Poco dopo si unirono ai 999 anche il bassista Jon Watson e il batterista Pablo LaBritain, che aveva militato per breve tempo nei Clash, e il quartetto divenne noto come 999 dopo aver suonato il primo concerto al Northampton Cricket Club nel gennaio 1977. Dopo aver provato molti altri nomi differenti, il gruppo decise infine definitivamente per la sigla 999 nel maggio 1977.
La formazione di Londra si impose come uno dei gruppi punk più energici dal vivo e suonò molte volte all'Hope and Anchor. Sulla scia dell'ottima accoglienza riservata al singolo autoprodotto I'm Alive/Quite Disappointing i 999 firmarono con la United Artists Records più o meno nello stesso periodo dei Buzzcocks. I'm Alive divenne rapidamente un classico dei club punk.
L'album omonimo 999, prodotto da Andy Arthurs, fu pubblicato nel marzo 1978. Secondo il critico Joyson Vernon:
(Joyson Vernon)
Inoltre il singolo Emergency fu incluso anni più tardi nella lista dei migliori singoli punk di tutti i tempi stilata da Mojo. Nel 1992 la traccia apparve, insieme a Homicide, nella compilation Best of 20 of Another Kind, che comprendeva band come i The Jam e i The Stranglers.
Il secondo album Separates, curato dal produttore pop Martin Rushent, è maggiormente apprezzato dalla critica al giorno d'oggi, e il critico Steve Gardner lo considera addirittura uno dei migliori album punk di sempre. Negli Stati Uniti l'album, pubblicato con il nome di High Energy Plan, divenne la prima pubblicazione oltreoceano della band. Nell'ottobre 1978, un mese dopo la pubblicazione del disco, i 999 registrarono la loro unica sessione a BBC Radio 1 con John Peel. Poco tempo dopo l'ensemble suonò al Front Row Festival, un evento di tre giorni all'Hope and Anchor, tra la fine di novembre e l'inizio di dicembre. Grazie a questa partecipazione il gruppo ottenne un pezzo sul doppio LP registrato in occasione del concerto, insieme a Wilko Johnson, The Only Ones, The Saints, The Stranglers, X-Ray Spex, e XTC.
Il quartetto fece un lungo tour negli Stati Uniti, e fu notato quando gli album Biggest Prize in Sport e Concrete si piazzarono nella Billboard 200, rispettivamente al #177 e al #192. Negli USA Homicide e Hollywood furono trasmesse ad alta rotazione su stazioni radio come la KROQ di Los Angeles. Questo momento positivo proseguì grazie all'arrivo dell'album autoprodotto Face to Face.
Tuttavia subito dopo la pubblicazione di Face to Face la band entrò in un periodo di crisi e nel 1985 il bassista John Watson lasciò la band, causando un temporaneo scioglimento.

### Reunion e nuova formazione
L'ensemble si riformò nel 1987 con il nuovo bassista Danny Palmer e ricominciò a suonare live. L'attività concertistica di quel periodo è testimoniata da Lust Power and Money, album dal vivo registrato nell'aprile 1987.
Nel 1991 Palmer fu sostituito da Arturo Bassick dei The Lurkers.
Da allora il gruppo ha ripreso una costante attività concertistica, e ha pubblicato tre album di studio, di cui l'ultimo è Death in Soho, pubblicato nel 2007, accolto positivamente dalla critica.
Nel 2009 il gruppo ha tenuto concerti in Brasile, Argentina, Norvegia, Svezia, Germania e Canada.

## Formazione
- Nick Cash - voce, chitarra
- Guy Days - chitarra, voce
- Pablo Labritain - batteria
- Jon Watson - basso (1976-1986)
- Danny Palmer - basso (1986-1991)
- Arturo Bassick - basso (1991-presente)

## Discografia

### Album di studio
- 1978 - 999 (n. 53 della Official Albums Chart[23])
- 1978 - Separates (pubblicato negli USA nel 1979 come High Energy Plan)
- 1980 - Biggest Prize in Sport
- 1981 - Concrete
- 1983 - 13th Floor Madness
- 1985 - Face to Face
- 1993 - You Us It!
- 1998 - Takeover
- 2007 - Death in Soho

### Album live
- 1980 - Biggest Tour in Sport
- 1987 - Lust Power and Money
- 1989 - Live and Loud
- 1994 - Live in L.A.: 1991
- 1997 - Live at the Nashville 1979
- 2002 - English Wipeout: Live

### Raccolte
- 1981 - The Singles Album
- 1981 - The Early Stuff
- 1986 - In Case of Emergency
- 1990 - The Cellblock Tapes
- 1997 - Scandal in the City
- 1997 - Emergency
- 1999 - Slam
- 2001 - The Punk Singles Collection: 1977-1980
- 2003 - Outbursts:Demos and Outtakes 1977-1979

### EP
- 1978 - Action

### Singoli
- 1977 - I'm Alive/Quite Disappointing
- 1977 - Nasty Nasty/No Pity
- 1978 - Me And My Desire/Crazy
- 1978 - Emergency/My Street Stinks
- 1978 - Feeling Alright With The Crew/Titantic (My Over) Reaction
- 1978 - Homicide/Soldier, # 40 Official Singles Chart[23]
- 1979 - Found Out Too Late/Lie Lie Lie
- 1980 - Trouble/Make A Fool of You
- 1980 - Hollywood/Boiler
- 1981 - Obsessed/Change/Lie Lie Lie
- 1981 - Li'l Red Riding Hood/Waiting for Your Number to Be Called/I Ain't Gonna Tell Ya (live)
- 1981 - Indian Reservation/So Greedy (remix)/Taboo (remix)
- 1982 - Wild Sun/Scandal in the City/Bongos on the Nile
- 1983 - 13th Floor Madness/Nightshift/Arabesque

## Videografia
- 2004 - Feelin' Alright with the Crew
- 2008 - Nasty Tales